# Fuhrmannsknoten
Der Fuhrmannsknoten (unter Pfadfindern auch Abspannknoten genannt) ist ein Seilspannerknoten, der einen simplen Flaschenzug darstellt. Mit ihm lassen sich Leinen ohne weitere Hilfsmittel spannen und Gegenstände verzurren.

## Anwendung

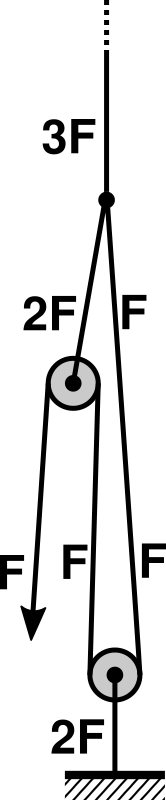
Kraftdiagramm

Der Fuhrmannsknoten verringert die Kraft, die beim Spannen einer Leine auf die lose Part wirkt. Somit ist es möglich mehr Zug auf das Tauwerk zu bringen und es anschließend zu befestigen.
Durch den simplen Aufbau eignet er sich zum Festzurren von Ladungen auf einem Wagen. Idealisiert reduziert der Knoten die benötigte Kraft beim Spannen auf ein Drittel. Aufgrund der Reibung ist der Wirkungsgrad allerdings geringer.
Wegen starker Hitzeentwicklung durch Reibung eignet sich der Knoten nicht zum Spannen von Seilbrücken. Kunstfaserseile können dabei schmelzen, Naturfasermaterial zerrieben werden. Bei großer Last sollte in die Schlaufe ein Verbindungsteil (z. B. Karabiner, Ring oder Rolle) zwischengeschaltet werden.

## Knüpfen
Der Fuhrmannsknoten existiert in verschiedenen Varianten. Im Grunde besteht er aus einer Schlinge oder Schlaufe, die als Umlenkpunkt des Flaschenzugs dient, und einem Sicherungsknoten, der die Leine nach dem Spannen sichert.
Zuerst wird die Leine am Befestigungspunkt festgemacht. Dann legt man eine Schlinge oder Schlaufe als Umlenker. Anschließend führt man das Seil um den zweiten Befestigungspunkt und durch das Auge des Umlenkers. Nun zieht man am Seilende, um es zu spannen. Um die Spannung zu fixieren, legt man am Ende einen Sicherungsknoten.

### Umlenkknoten
Als Umlenker sollte eine einfach zu lösende Schlinge oder Schlaufe gewählt werden.

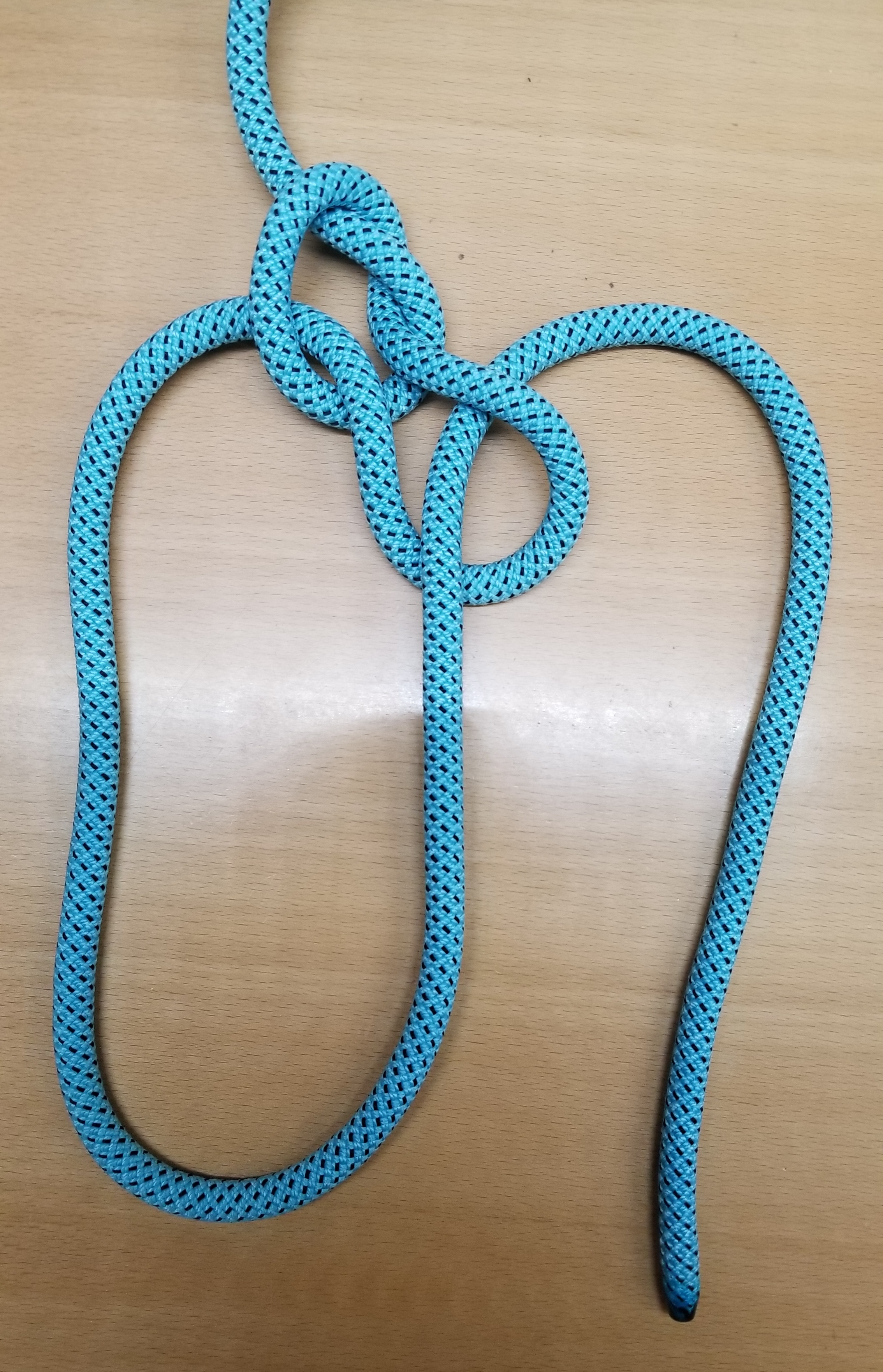
Mit Slipknoten
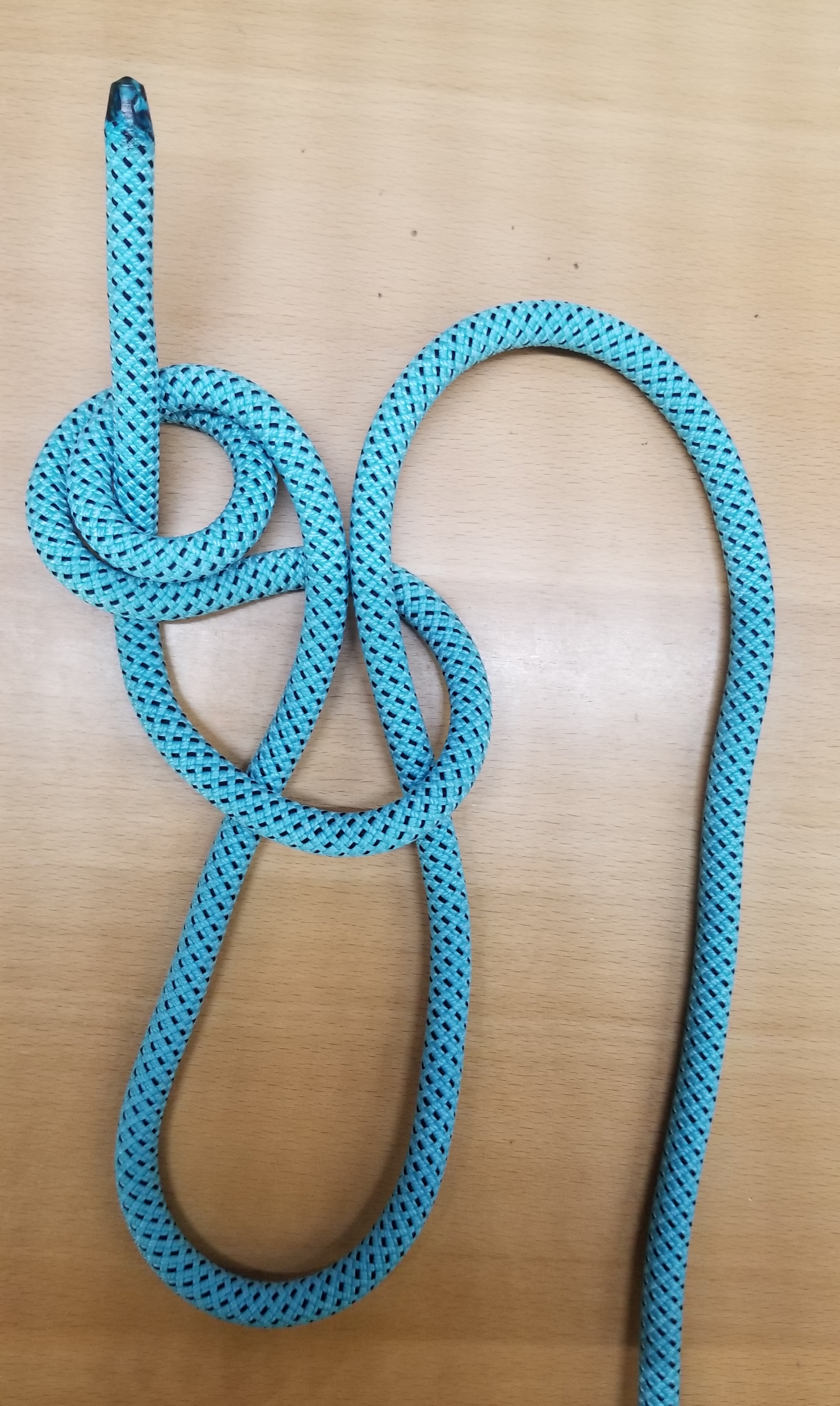
Ein auf Slip gelegter Clinchknoten
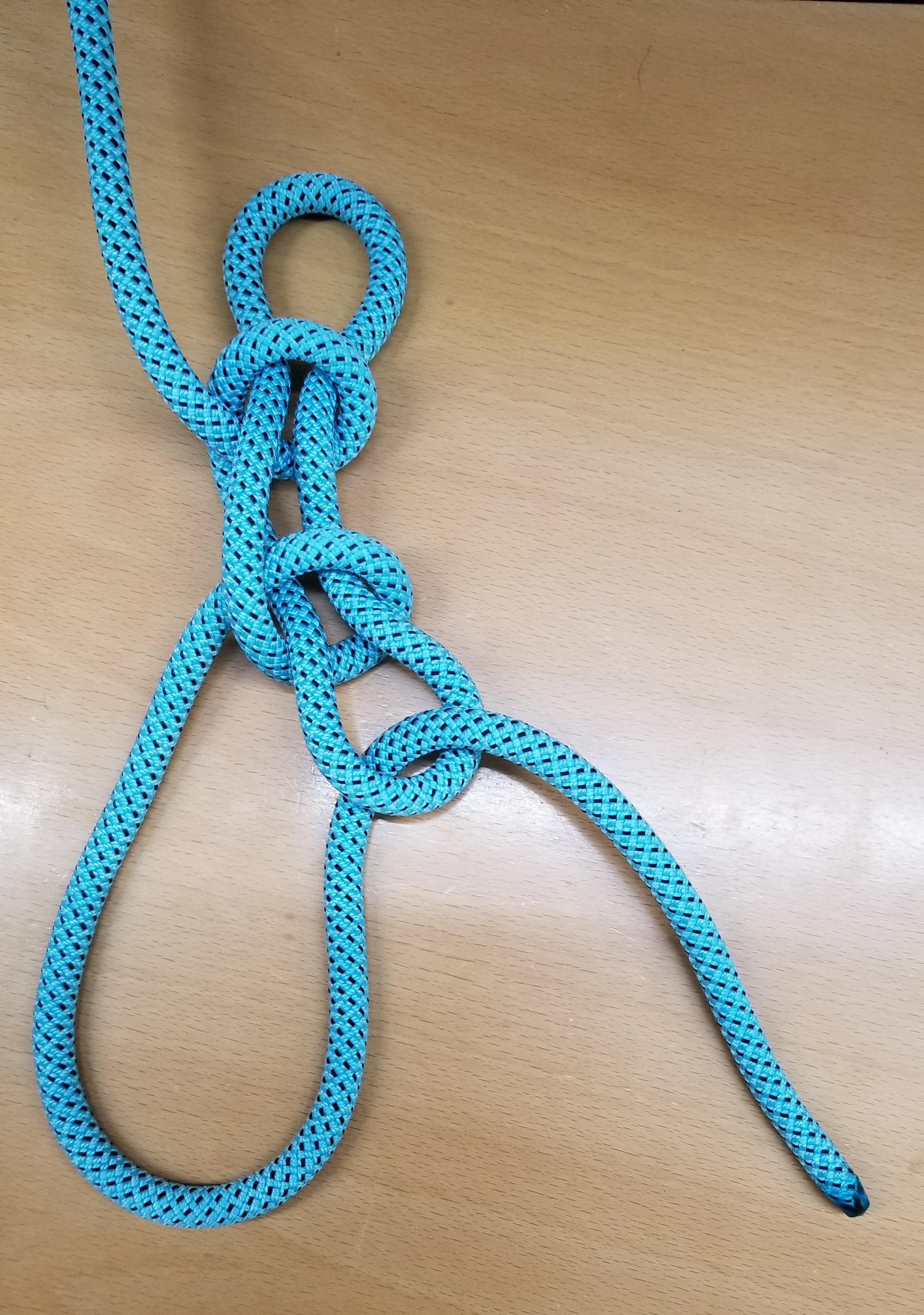
Mit  Trompetenknoten[3].
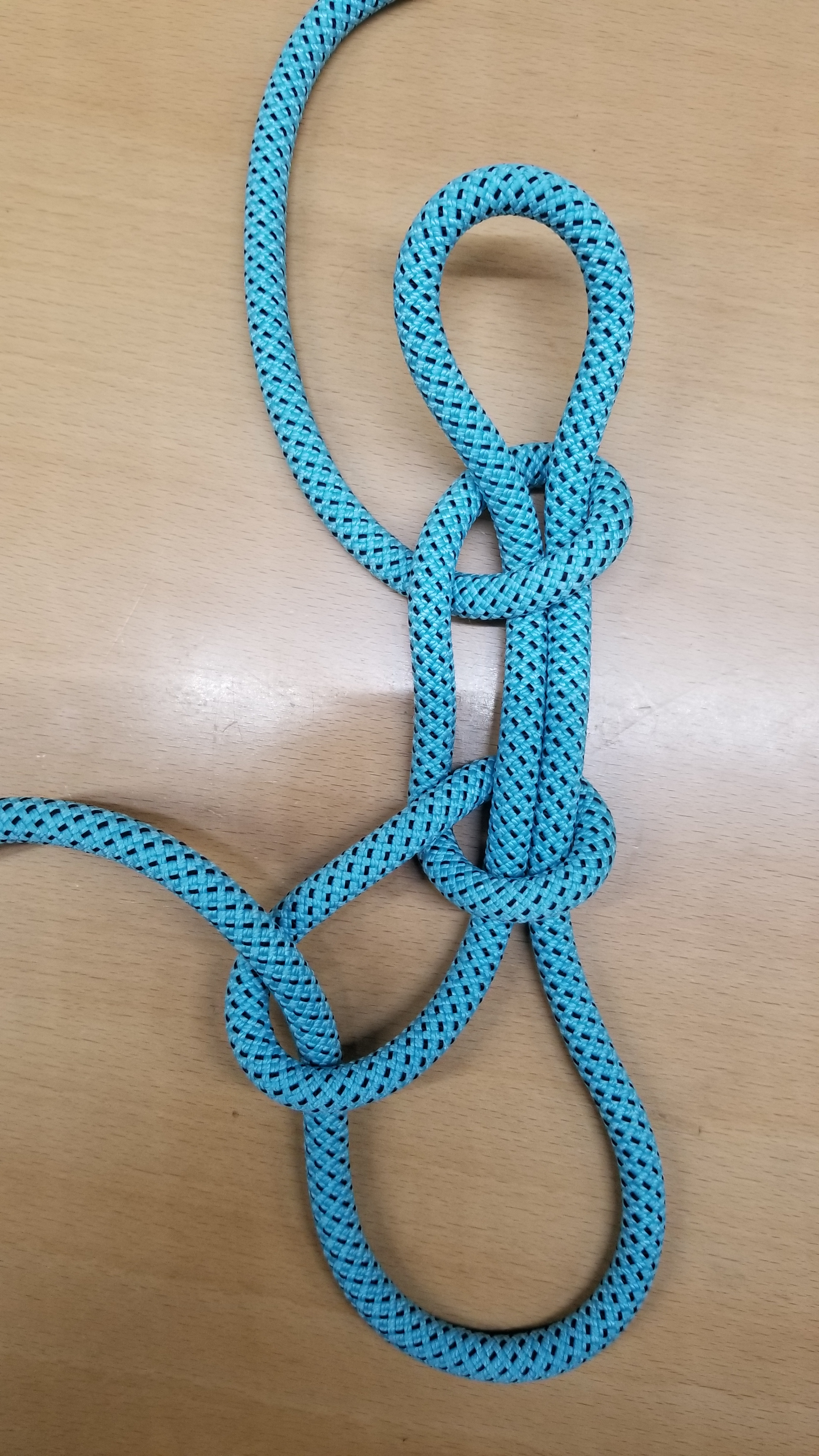
Mit Glöcknerknoten[4]. Hält nur auf Zug. Lässt sich wieder komplett mit einem Zug öffnen.
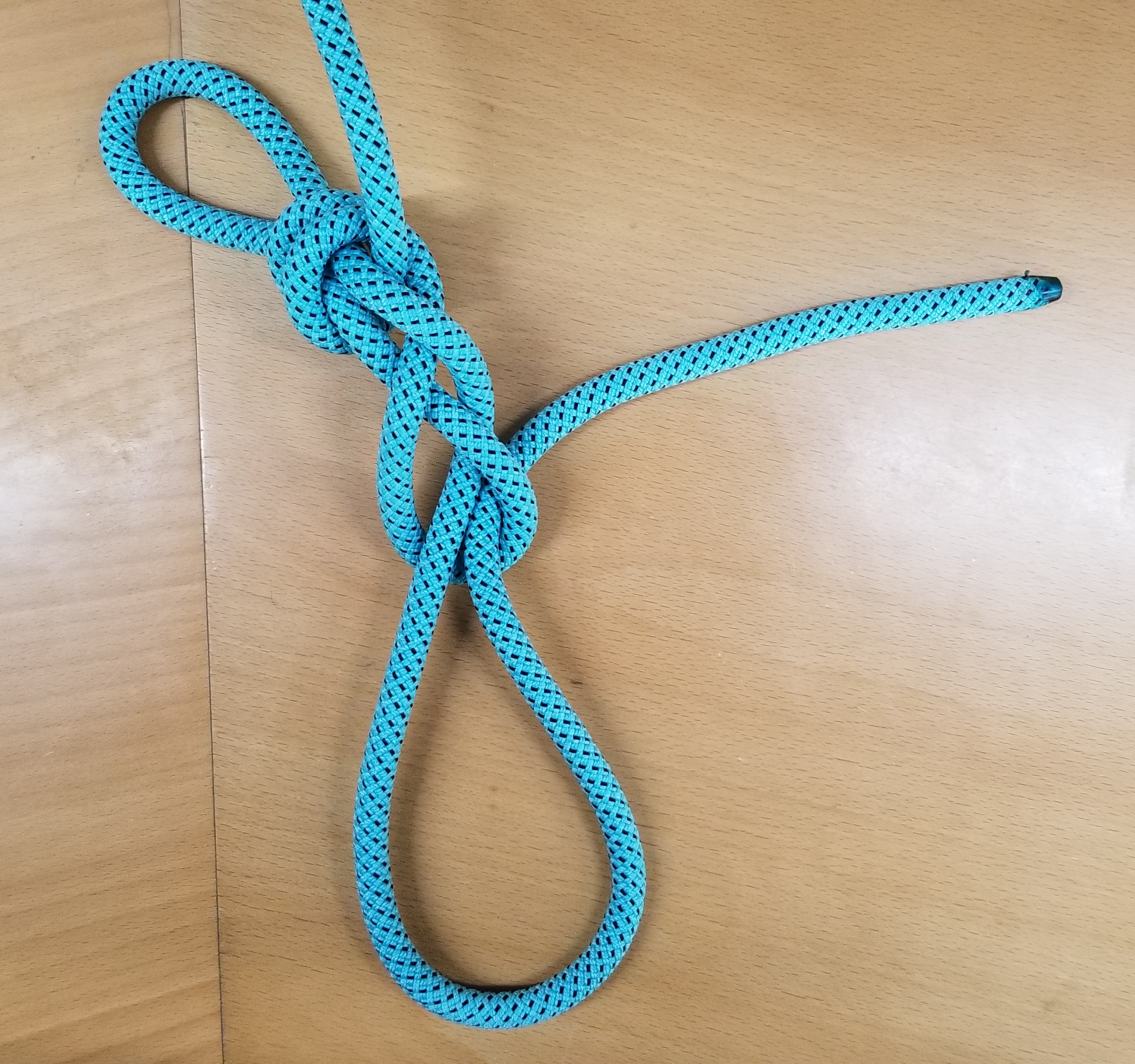
Englischer Fuhrmannsknoten[5]. Hält nur auf Zug. Lässt sich wieder komplett mit einem Zug öffnen.
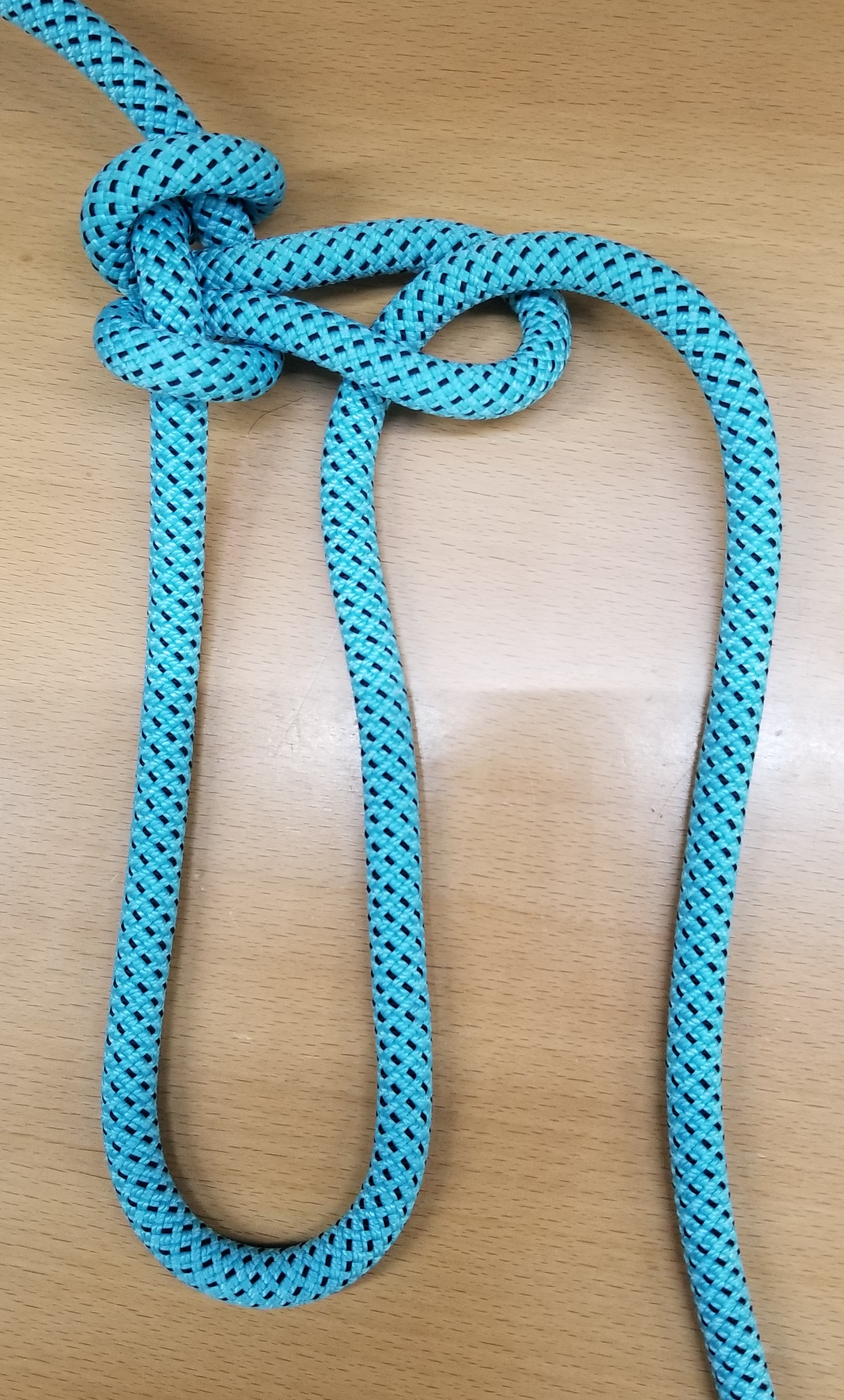
Mit Geschirrschlaufe[6].
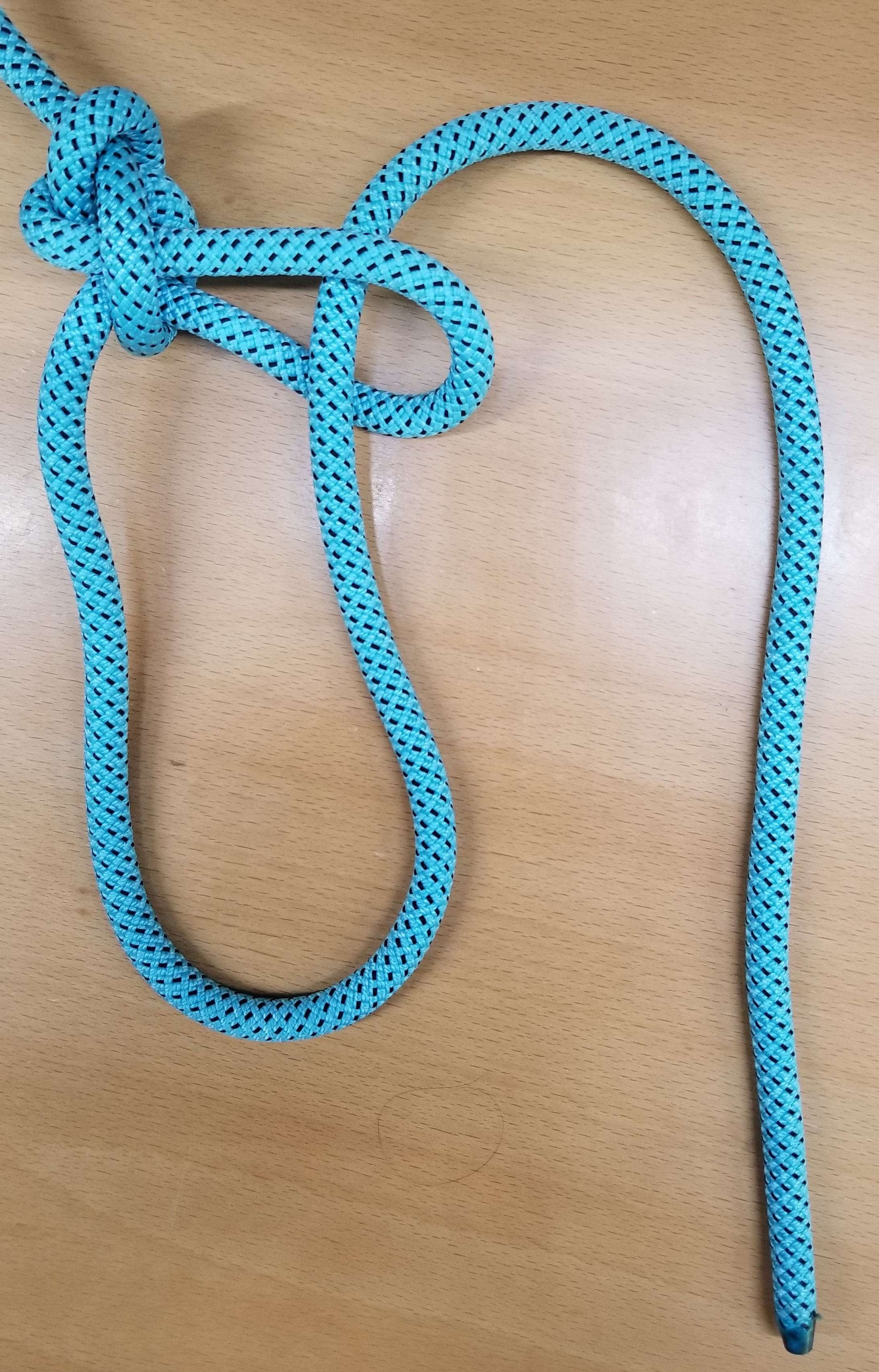
Mit Farmerschlaufe
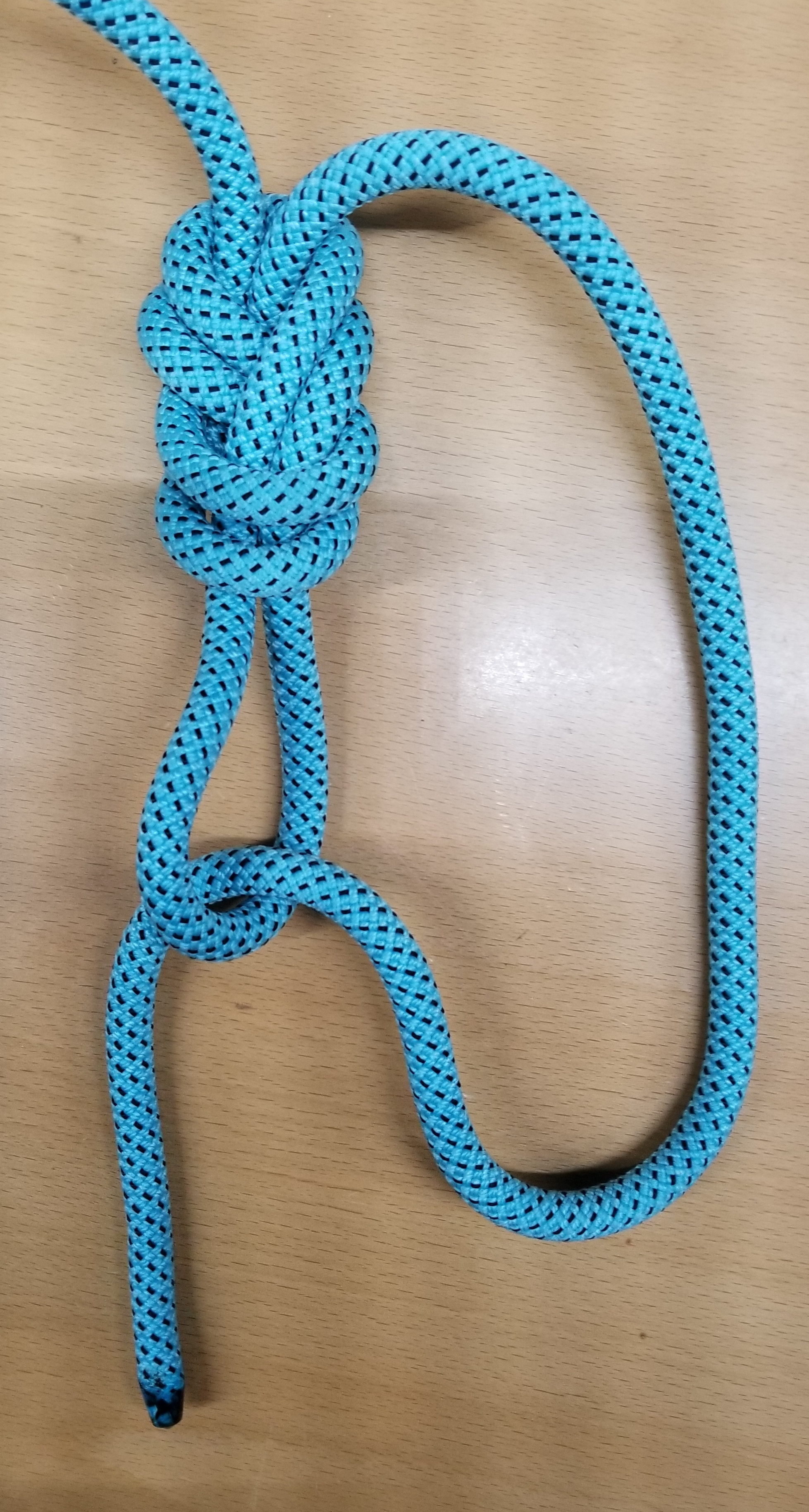
Fuhrmannsknoten mit Achterknoten (Schlaufe).
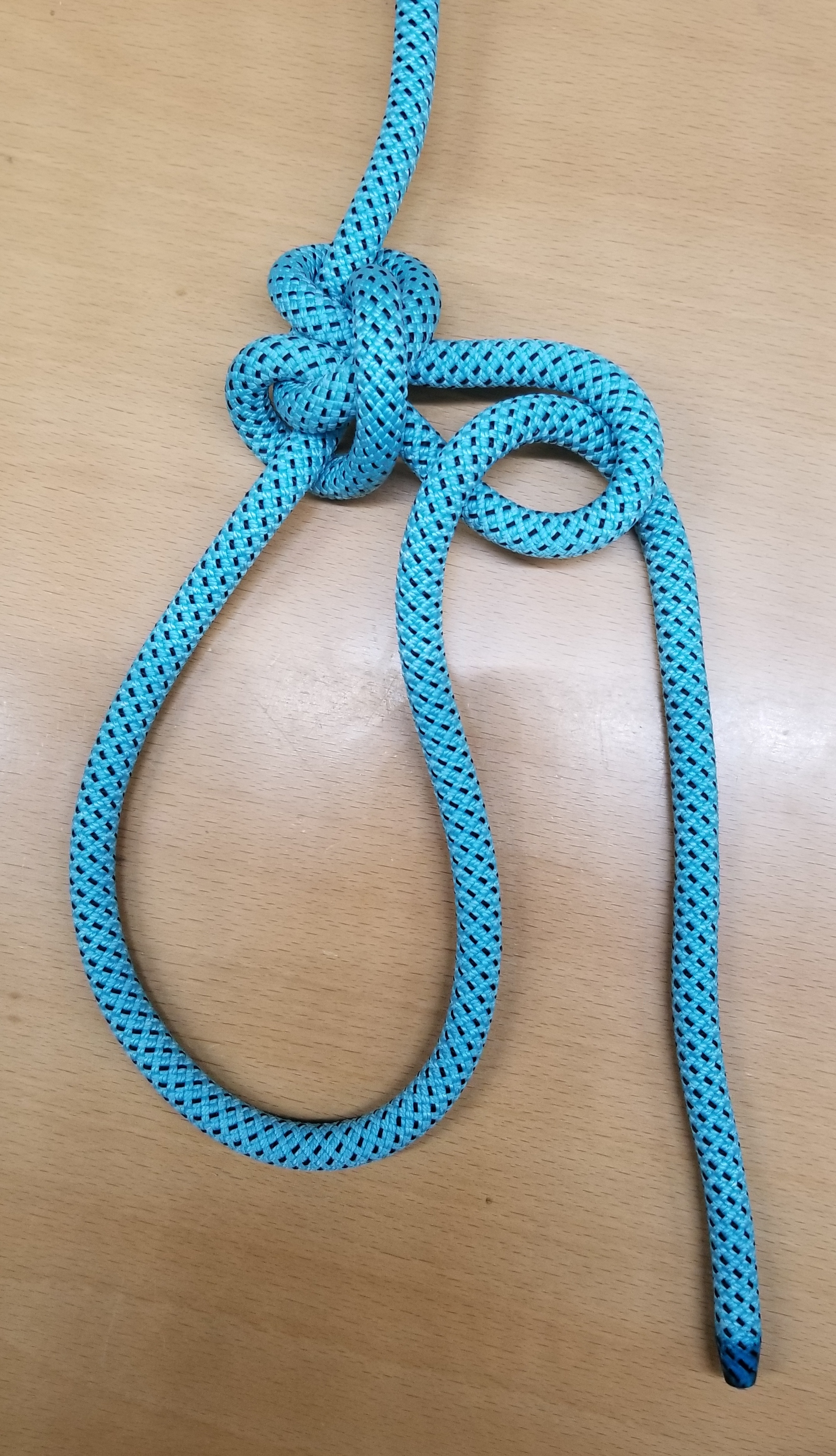
Mit Schmetterlingsknoten
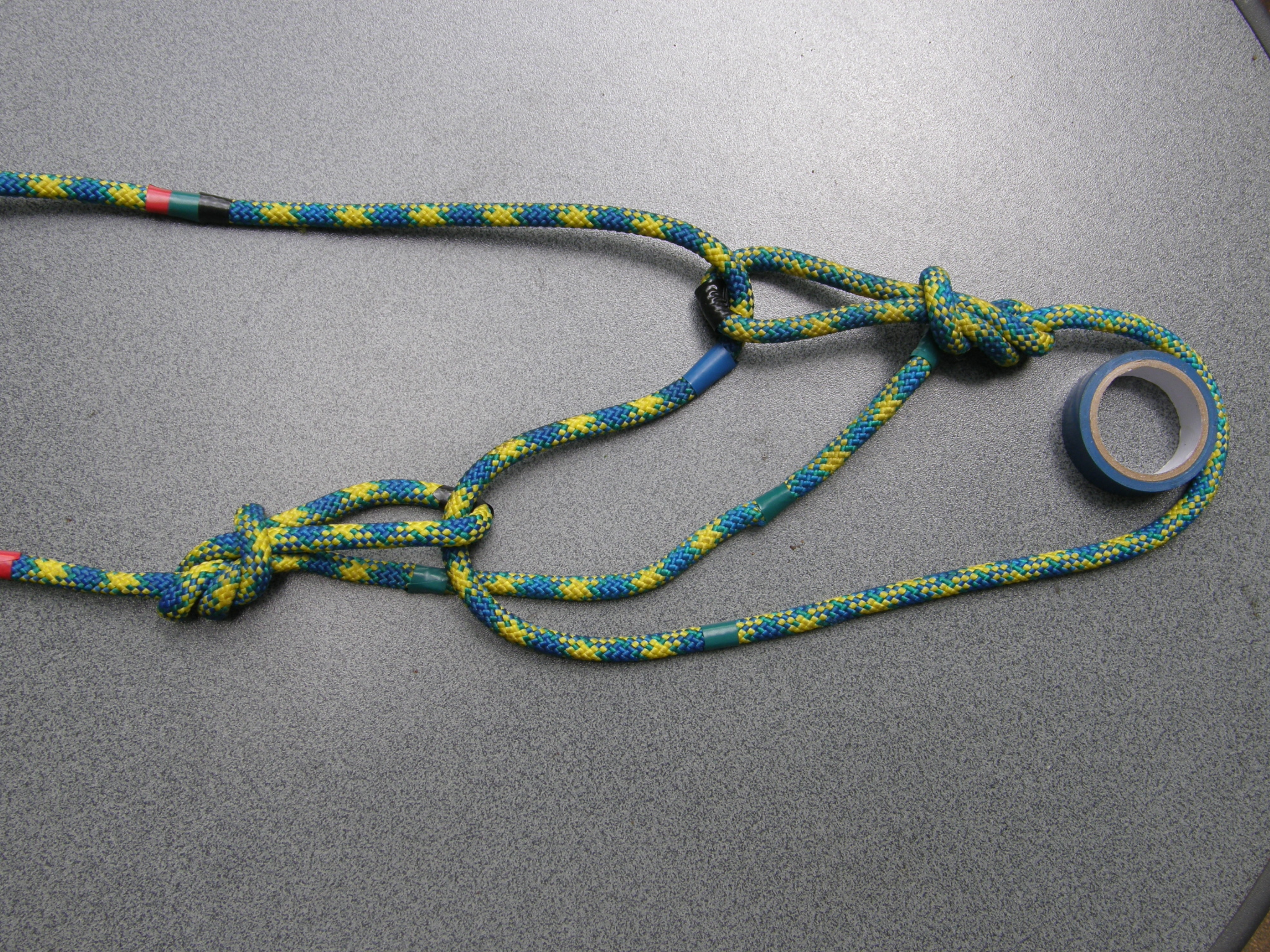
Fuhrmannsknoten als Flaschenzug mit 2 Schmetterlingsknoten als Umlenkschlaufen

### Sicherungsknoten

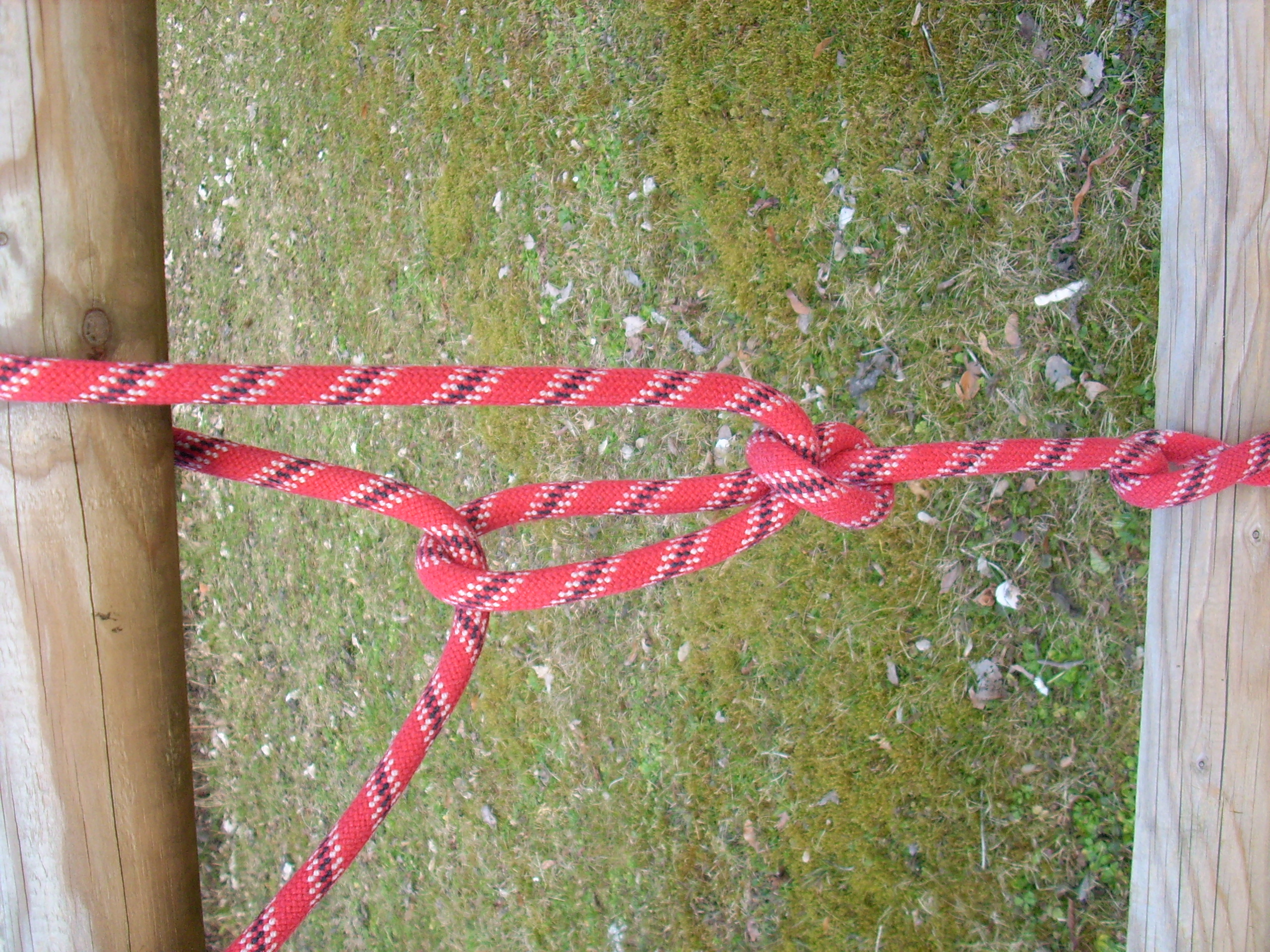
RECHTS: Erster Fixpunkt (hier: Zimmermannsstek), MITTE: Umlenkknoten (hier: Slipknoten), LINKS: Zweiter Fixpunkt (hier noch nicht mit einem Knoten festgemacht, bzw. gesichert).

Um den ersten Fixpunkt legt man einen Festmacher, z. B. Rundtörn mit zwei halben Schlägen, Webeleinenstek oder Zimmermannsstek.
Dann legt man das Seil um die zu sichernde Ladung und macht einen (oder mehrere) Umlenkknoten und spannt das Seil.
Zum Sichern der Spannung führt man anschließend das Seil um den zweiten Fixpunkt und macht eine Reihe von Windungen oder Schlägen um die Flaschenzugleinen. Alternativ legt man einen Rundtörn oder Halbmastwurf um den zweiten Fixpunkt und befestigt das Seil mit halben Schlägen oder einem Schleifknoten um die Flaschenzugleinen.

## Alternativen
Steht mehr Material wie Karabiner zur Verfügung, können auch der einfache Flaschenzug oder der Schweizer Flaschenzug aufgebaut werden.

## Trivia
Das norwegische Comedyduo Ylvis hat der angeblichen Komplexität des Knotens einen Song und ein Anleitungsvideo gewidmet.